# Никитин, Александр Александрович (математик)
Александр Александрович Никитин (р. 1 января 1948 г. п. Луначарский) — российский математик, доктор физико-математических наук, профессор, действительный член (академик) Российской академии образования (2007).

## Биография
Родился 1 января 1948 г. в п. Луначарский Буйского района Кировской области. Окончил Новосибирскую физико-математическую школу № 165 (1965, с серебряной медалью) и механико-математический факультет Новосибирского государственного университета по специальности «Математика» (1970).
В 1972—1991 гг. работал в Институте математики Сибирского отделения АН СССР: стажёр-исследователь, младший (1973), старший (1981), ведущий (1987) научный сотрудник.
С 1991 г. главный научный сотрудник в созданном при его непосредственном участии НИИ математико-информационных основ обучения при НГУ (с 1998 — Институт дискретной математики и информатики Министерства общего и профессионального образования РФ).
С 1972 г. по совместительству преподаёт и ведёт научную деятельность в Новосибирском государственном университете: ассистент, доцент (1982) кафедры высшей математики, профессор (с 1991).
В Физико-математической школе-интернате (с 1989 СУНЦ НГУ) с 1970 г.: преподаватель, старший преподаватель (1972), директор (1987—2006), зав. кафедрой (с 1995) математических наук.
С 2006 г. директор Института электронных программно-методических средств обучения Российской академии образования, позже преобразованного в Федеральное государственное бюджетное научное учреждение «Институт педагогических исследований одарённости детей Российской академии образования».

## Учёные степени и звания
Учёные степени:
- кандидат физико-математических наук, тема диссертации «Почти альтернативные алгебры» (1975);
- доктор физико-математических наук, тема диссертации «Алгоритмическая теория проективных плоскостей» (1991).

Учёные звания:
- доцент по кафедре высшей математики (1982);
- старший научный сотрудник по специальности «Математическая логика, алгебра и теория чисел» (1986);
- профессор по кафедре математики (1991).

Член-корреспондент (1992), академик (2007) Российской академии образования.

## Награды, премии, почётные звания
- Заслуженный деятель науки РФ (1998),
- Премия Президента Российской Федерации в области образования (2000) "За создание цикла трудов «Новые направления во взаимодействии средней и высшей школы в математическом образовании (инновационные разработки)» для учебных заведений среднего и высшего образования" (совм. с А.В. Марковичевым, А.А. Мальцевым, В.В. Войтишеком, Ю.В. Михеевым)[1][2],
- Премия Правительства Российской Федерации в области образования (2008 год) — за цикл трудов «Становление математической культуры в высшей школе в единстве теории и практики» для образовательных учреждений высшего профессионального образования (совместно с Вялым М. Н., Коноваловым А. Н., Михеевым Ю. В., Флёровым Ю. А.)[3],
- Орден Почёта (2005)[4][источник не указан 1107 дней].

### Учебники и учеб. пособия для средней школы
- Математика : учебник для 1-го класса общеобразовательных организаций / В.В. Козлов, А. А. Никитин, О. А. Никитина ; под редакцией академика В. В. Козлова, академика РАО А. А. Никитина ; Министерство науки и высшего образования РФ, Новосибирский государственный университет, Гуманитарный институт, Научно-образовательный центр "Наследие". - Новосибирск : ИПЦ НГУ, 2021-. - 29 см.
- Математика : Учеб. пособие для шк. физ.-мат. профиля / [А. А. Никитин и др.]. - М. : Науч. мир, 2001. - 370 с. : ил.; 22 см.; ISBN 5-89176-142-4
- Профильное математическое обучение: В 3 ч. Новосибирск, 2004. Ч. 1. 302 с.; Ч. 2. 334 с.; Ч. 3. С. 318 с. (в соавт.)
- Математика: учебник для 5 класса общеобразовательных организаций / А.А. Никитин, В.В. Козлов, В.С. Белоносов, А.А. Мальцев, А.С. Марковичев, Ю.В. Михеев, М.В. Фокин. М.: Русское слово, 2021 (Федеральный перечень 2020)
- Математика: учебник для 6 класса общеобразовательных организаций /  В.В. Козлов, А.А. Никитин, В.С. Белоносов, А.А. Мальцев, А.С. Марковичев, Ю.В. Михеев, М.В. Фокин. М.: Русское слово, 2019 (Федеральный перечень 2020)
- Книга для учителя к учебнику «Математика». 6 класс. / В.В. Козлов, А.А. Никитин, В.С. Белоносов, А.А. Мальцев, А.С. Марковичев, Ю.В. Михеев, М.В. Фокин. М.: Русское слово, 2013
- Математика: алгебра и геометрия: учебник для 7 класса общеобразовательных организаций / В.В. Козлов, А.А. Никитин, В.С. Белоносов, А.А. Мальцев, А.С. Марковичев, Ю.В. Михеев, М.В. Фокин. М.: Русское слово, 2021 (Федеральный перечень 2020)
- Математика: алгебра и геометрия: учебник для 8 класса общеобразовательных организаций / В.В. Козлов, А.А. Никитин, В.С. Белоносов, А.А. Мальцев, А.С. Марковичев, Ю.В. Михеев, М.В. Фокин. М.: Русское слово, 2019 (Федеральный перечень 2020)
- Математика: алгебра и геометрия: учебник для 9 класса общеобразовательных организаций / В.В. Козлов, А.А. Никитин, В.С. Белоносов, А.А. Мальцев, А.С. Марковичев, Ю.В. Михеев, М.В. Фокин. М.: Русское слово, 2020
- А также рабочие тетради к данным учебникам (в том же изд-ве)[5]

Диссертации
- Никитин, Александр Александрович. О почти альтернативных алгебрах : диссертация ... кандидата физико-математических наук : 01.01.03. - Новосибирск, 1975. - 100 с.
- Никитин, Александр Александрович (1948-). Алгебраическая теория проективных плоскостей : автореферат дис. ... доктора физико-математических наук : 01.01.06. - Новосибирск, 1990. - 22 c. : ил.